# Mahayag
Mahayag is een gemeente in de Filipijnse provincie Zamboanga del Sur op het eiland Mindanao. Bij de laatste census in 2007 had de gemeente ruim 44 duizend inwoners.

## Geografie

### Bestuurlijke indeling
Mahayag is onderverdeeld in de volgende 29 barangays:
| - Bag-ong Balamban - Bag-ong Dalaguete - Boniao - Delusom - Diwan - Guripan - Kaangayan - Kabuhi - Lourmah - Lower Salug Daku - Lower Santo Niño - Malubo - Manguiles - Marabanan - Panagaan | - Paraiso - Pedagan - Poblacion - Pugwan - San Isidro - San Jose - San Vicente - Santa Cruz - Sicpao - Tuboran - Tulan - Tumapic - Upper Salug Daku - Upper Santo Niño |

## Demografie
Mahayag had bij de census van 2007 een inwoneraantal van 44.087 mensen. Dit zijn 1.625 mensen (3,8%) meer dan bij de vorige census van 2000. De gemiddelde jaarlijkse groei komt daarmee uit op 0,52%, hetgeen lager is dan het landelijk jaarlijks gemiddelde over deze periode (2,04%). Vergeleken met de census van 1995 is het aantal mensen met 3.281 (8,0%) toegenomen.

De bevolkingsdichtheid van Mahayag was ten tijde van de laatste census, met 44.087 inwoners op 194,9 km², 226,2 mensen per km².